# Nachal Marot
Nachal Marot (hebrejsky: נחל מרות) je vádí v Horní Galileji, v severním Izraeli.
Začíná v nadmořské výšce přes 500 metrů, cca 2 kilometry jihovýchodně od Alma, v regionu cca 8 kilometrů severovýchodně od města Safed. Míjí pak archeologický areál bývalé starobylé synagogy. Jde o pozůstatky židovského sídla Marot zmiňovaného v káhirské genize. Připomíná ho také Flavius Iosephus ve svém popisu první židovské války jako opevněný opěrný bod židovských povstalců. Do roku 1948 tu potom stávala arabská vesnice Marus. Vádí pak směřuje k východu po severním okraji pahorku Har Ajelet. U vstupu do zemědělsky využívaného údolí při řece Jordán ústí západně od vesnice Sde Eli'ezer zprava do vádí Nachal Dišon.